# Alekséi Shchúsev
Alekséi Víktorovich Schúsev (en ruso Алексе́й Ви́кторович Щу́сев, en rumano Aleksei Victorovici Șciusev, Kishinev, 26 de septiembre de 1873 - Moscú, 24 de mayo de 1949) fue un arquitecto soviético y ruso cuyo trabajo puede verse como un puente entre la arquitectura de un renacimiento de la Rusia imperial y el estilo imperial de Stalin.

## Biografía
Schúsev estudió con Léon Benois y Iliá Repin en la Academia Imperial de las Artes en 1891 - 1897. Viajó al norte de África y Asia central entre 1894 y 1899. Schúsev fue un estudiante diligente del tradicionalista de arte ruso y obtuvo reconocimiento público con su trabajo restaurando la Iglesia de San Basilio en Ovruch en Ucrania que data del siglo XII. Se basó en la arquitectura de Moscú del siglo XV para diseñar la Catedral de la Trinidad de la Potcháiv Lavra y la Iglesia Memorial Batalla de Kulikovo. La familia imperial le pidió que dibujara la catedral del Convento de Marta y María en Moscú, fundada por la Gran Duquesa Isabel Fiódorovna. Entonces, construyó un edificio medieval con encanto en el más puro estilo Nóvgorod (1908 - 1912). Al mismo tiempo, diseñó los planos para la hermosa iglesia rusa de San Remo en Italia (consagrada en 1913).
Isabel Fiódorovna se embarcó en lo que sería su proyecto a gran escala en 1913, cuando diseñó y ganó la competencia en la estación de Kazán en Moscú, terminal de la línea Transiberiana. Su estilo Art Nouveau fusionó elementos de las torres del Kremlin con la arquitectura tradicional tártara, produciendo una de las obras más imaginativas del renacimiento ruso. Sin embargo, la construcción de la estación continuó hasta 1940. 

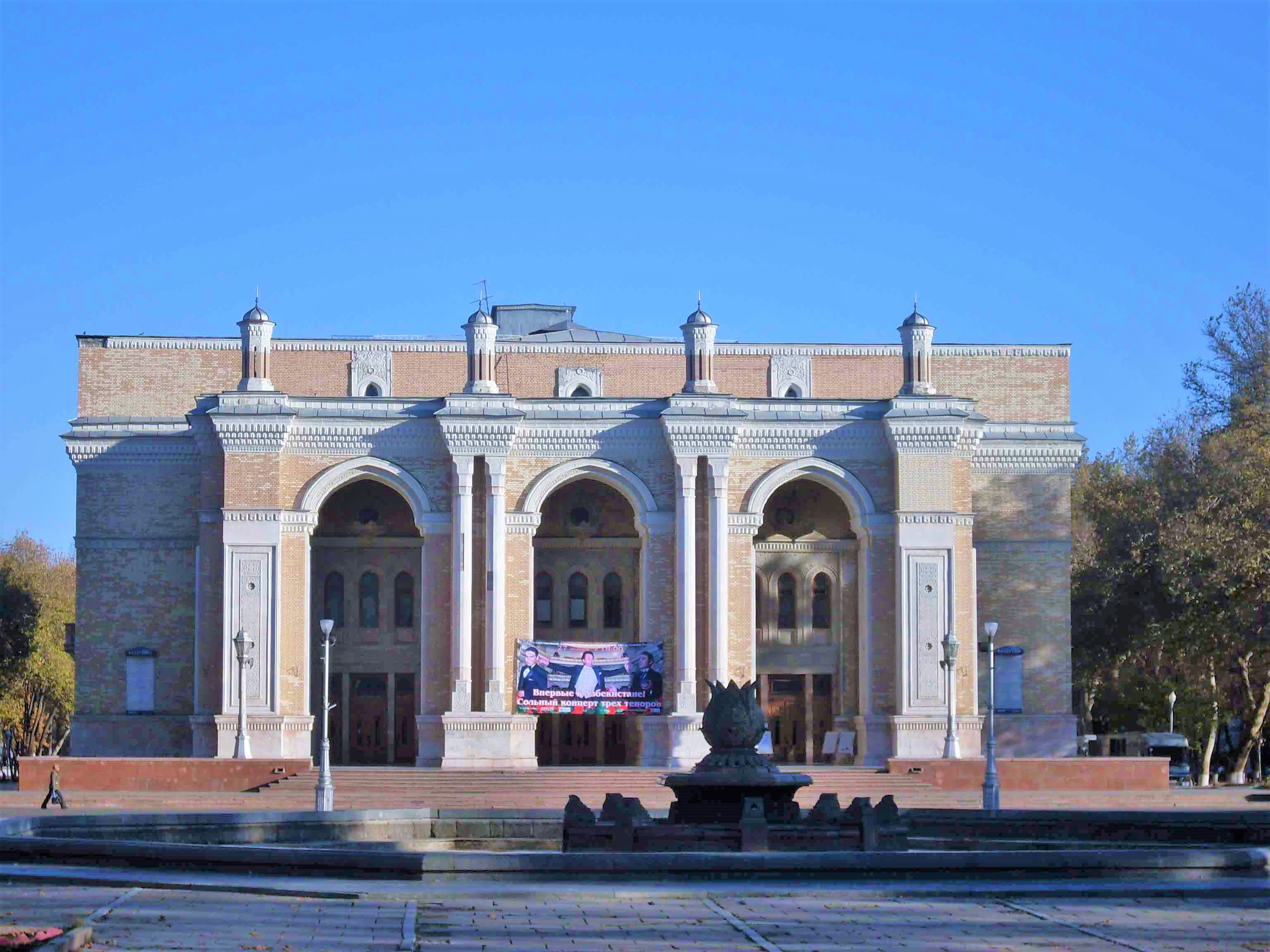
Fachada de la ópera de Navoí en Tashkent

Después de probar brevemente el neoclasicismo, Schúsev recurrió al constructivismo en la década de 1920. Tan pronto como falleció Lenin en 1924, se le confió el proyecto de su mausoleo. Unos pocos días le bastaron para llegar a una solución original que combinaba una arquitectura constructivista con elementos característicos de antiguos mausoleos emblemáticos, como los escalones de las pirámides escalonadas y la tumba de Ciro. Otros edificios emblemáticos del constructivismo diseñados por Schúsev fueron el Ministerio de Agricultura o Narkomzem en Moscú (1928 - 1933) y el Instituto del Hotel en Sochi (1927 - 1931), que se considera que influyeron mucho en el sanatorio de Paimio de Alvar Aalto.
Después del mausoleo, Schúsev fue mimado por las autoridades comunistas. En 1926 fue nombrado director de la Galería Tretyakov. Presidió el grupo que diseñó los principales puentes y edificios en Moscú. Su nombre se atribuyó a edificios de lujo como el Hotel Moskvá cerca del Kremlin (1930 - 1938) o la sede de NKVD en la Plaza Lubyanka (1940 - 1947). Algunos dicen que él estaba detrás de la idea de los rascacielos del Renacimiento gótico de Moscú. 
El debate sobre la autoría de estos rascacielos estalinistas permanece abierto: Eran proyectos de la mano de Schúsev o fueron dibujados por sus discípulos. La discusión sobre sus méritos artísticos se intensificó cuando las autoridades de Moscú anunciaron su intención de demoler el Hotel Moskvá en 2004. De hecho, todos estos proyectos, ya sea que se llevaron a cabo para Moscú, Tiflis o Tashkent, muestran constantemente un estilo schuseviano compuesto por una mezcla de elementos neoclásicos y arquitectura nacional tradicionalista. 
En 1946, Schúsev participó en la fundación del Museo de Arquitectura, que ayudó a preservar los restos de iglesias y monasterios medievales demolidos. Sus últimos logros importantes fueron la estación Komsomólskaya-Koltsevaya del metro de Moscú, cuya decoración se inspiró en las iglesias de Moscú del siglo XVII, y los planes para la reconstrucción de Veliki Nóvgorod después de que la antigua ciudad fuera destruida por los nazis (en reconocimiento, una de las avenidas modernas de Nóvgorod lleva su nombre). 
Fue profesor en la Escuela de Artes Aplicadas de Moscú Stróganov en 1913-1918, en la Escuela de Pintura, Escultura y Arquitectura de Moscú en 1914-1917, en la Escuela Vjutemás en 1920-1924 y en el Instituto de arquitectura de Moscú en 1948-1949. 
Schúsev murió cuatro años después del final de la Segunda Guerra Mundial y fue enterrado en el Cementerio Novodévichi. 
Schúsev recibió el Premio Stalin en 1941, 1946 y 1948, y a título póstumo en 1952. También recibió la Orden de Lenin y otras órdenes y medallas.